# Márcio Araújo
Márcio Araújo (født 11. juni 1984) er en brasiliansk fodboldspiller.